# Power/Rangers
Power/Rangers è un corto fan-made del 2015 diretto da Joseph Kahn basato sulla serie per ragazzi Power Rangers della Saban Entertainment, in particolare su una rivisitazione distopica della prima stagione dello show.

## Trama
L'impero delle macchine riesce a distruggere in una furiosa battaglia il Megazord dei Power Rangers: i governi terrestri, allora, negoziano la pace e il gruppo di combattenti viene smantellato.
Anni dopo Rocky De Santos, il secondo Red Ranger passato nelle file dell'impero in quanto critico sull'uso di giovani come soldati da parte di Zordon (mentore dei Rangers), interroga Kimberly, la ex Pink Ranger, per farsi rivelare la posizione di Tommy Oliver, l'ex Green Ranger. Durante l'interrogatorio si viene a scoprire la sorte degli altri ex componenti della squadra: Jason, il primo Red Ranger, è stato ucciso poche ore dopo essersi sposato con Kimberly a causa del tradimento di Bulk e Skull, i due amici del gruppo; Zack, l'ex Black Ranger, è stato ucciso dopo essersi arruolato come volontario nell'impero non sapendo rinunciare all'adrenalina della lotta; Billy, l'ex Blue Ranger, si è tolto la vita dopo essere diventato un ricco imprenditore delle armi; Trini, l'ex Yellow Ranger, è morta all'inizio dei negoziati per cause non specificate.
Rocky afferma che sia proprio Tommy dietro alle morti dei Rangers, ma Kimberly rifiuta seccamente tale ipotesi affermando di non vederlo dal funerale di Trini; Rocky allora le rivela che la sta interrogando proprio per attirare Tommy in trappola e l'ex Green Ranger, prontamente, si palesa, sconfiggendo agevolmente i tirapiedi di Rocky.
Quando questi giunge ad un passo dall'ucciderlo, Kimberly si libera delle manette che la tenevano legata alla sedia e spara a morte a Rocky; Tommy, sapendo che la vera Kimberly è morta durante l'ultima battaglia dei Rangers, chiede alla persona che si trova davanti chi sia e questa si rivela essere la malvagia strega intergalattica Rita Repulsa, colei che per prima lo rese un Ranger e che ora gli chiede di tornare con lei per dominare l'universo. Tommy, furibondo, la attacca.

## Distribuzione
Il fanmovie è uscito il 24 febbraio 2015 in due versioni: la versione caricata su Vimeo, in particolare, comprende una breve scena di nudo non presente nella versione caricata su YouTube.
Nel corto, l'attrice Carla Perez riprende il ruolo di Rita Repulsa da lei interpretato nella serie originale.

### Critica
Power/Rangers ha avuto molto successo sulle piattaforme su cui è stato caricato, ricevendo complimenti anche dagli interpreti della serie originale, tra cui Austin St. John (interprete originale di Jason), Amy Jo Johnson (Kimberly) e Steve Cardenas (Rocky), mentre Jason David Frank, interprete originale del Green Ranger Tommy Oliver, ne ha criticato l'eccessiva violenza e deviazione dal tema originale, senza negare comunque di aver apprezzato il corto sul piano dell'impegno produttivo, affermando oltretutto di essere stato anche contattato dal regista per riprendere il suo ruolo nel corto e di aver rifiutato per i motivi sopracitati.
Non sono tuttavia mancate dure critiche per il tono grave, il modo in cui i personaggi vengono rappresentati in modo non conforme alla caratterizzazione originale e il modo in cui tale film violava lo spirito del franchise, citando anche avvenimenti reali (l'omosessualità dell'attore che interpretava Billy Cranston, suggerita da una foto brevemente inquadrata, e il funerale dell'attrice che interpretava la Yellow Ranger Trini, a cui Jason David Frank non poté partecipare a causa di un altro lutto in famiglia).

### Rimozione da parte della Saban
Il giorno stesso del caricamento sulla piattaforma Vimeo il video è stato cancellato a causa di un reclamo per violazione di copyright da parte della Saban, detentrice dei diritti del franchise; due giorni dopo la stessa sorte è stata riservata alla versione caricata su Youtube. Il 27 febbraio 2015 il video è stato ripristinato su entrambe le piattaforme con l'aggiunta di un disclaimer, in seguito a un accordo con Saban.